# Дарбник
Дарбник (арм. Դարբնիկ, до 1991 г.Дэмурчи) — село в Араратской области Армении. Основано в 1880 году.

## География
Село расположено в северо-западной части марза, на правом берегу реки Раздан, при автодороге , на расстоянии 23 километров к северо-западу от города Арташат, административного центра области. Абсолютная высота — 830 метров над уровнем моря.
Климат
Климат характеризуется как семиаридный (BSk в классификации климатов Кёппена). Среднегодовая температура воздуха составляет 12,5 °C. Средняя температура самого холодного месяца (января) составляет −2,6 °С, самого жаркого месяца (июля) — 26 °С. Расчётная многолетняя норма атмосферных осадков — 293 мм. Наибольшее количество осадков выпадает в мае (49 мм).

## История
По данным «Сборника сведений о Кавказе» за 1880 год в селе Шорлу-Демурчи Эриванского уезда по сведениям 1873 года было 125 дворов и проживало 1400 азербайджанцев (указаны как «татары»), которые были шиитами. Также в селе была расположена мечеть.
По данным Кавказского календаря на 1912 год, в селе Шорлу-Демурчи Эриванского уезда проживало 1454 человек, в основном азербайджанцев, указанных как «татары».
В 1918 году в результате армяно-азербайджанской войны азербайджанское население села было изгнано и вернулось только после установления в Армении советской власти, в 1922 году.
3 января 1935 года село Шорлу-Демурчи было переименовано в Демурчи.
В ноябре-октябре 1988 года в ходе Карабахского конфликта между Арменией и Азербайджаном, азербайджанское население вынуждено было покинуть родное село.
19 апреля 1991 года село было переименовано в Дарбник.

## Население
| Год переписи | Население          | Население          | Население          | Население            | Население            | Население            |
| Год переписи | Наличное население | Наличное население | Наличное население | Постоянное население | Постоянное население | Постоянное население |
| Год переписи | Всего              | Мужчины            | Женщины            | Всего                | Мужчины              | Женщины              |
| ------------ | ------------------ | ------------------ | ------------------ | -------------------- | -------------------- | -------------------- |
| 2001         | 937                | 414                | 523                | 1071                 | 484                  | 587                  |
| 2011         | 1092               | 510                | 582                | 1214                 | 584                  | 630                  |